# RFM (Portugal)
RFM est une station de radio portugaise qui a été créé le 1er janvier 1987 par Radio Renascença dans le but de promouvoir la musique moderne. Elle est la plus écoutée du pays.
Elle diffuse surtout les grands classiques du rock et pop des années 80 à aujourd'hui mais également les nouveautés musicales pop.

## Fréquences
- Lisbonne : 93.2/89.9
- Porto : 104.1/106.2/90.4
- Setúbal : 93.2/104.9/89.9
- Braga/Guimarães : 104.1/90.4/89.7/102.6
- Coimbra : 91.7
- Faro : 89.6/104.9
- Leiria : 91.7/106.8
- Aveiro : 91.7/104.1
- Vila Real : 101.1/106.2
- Viseu : 104.1/99.4/106.2
- Guarda : 104.0
- Santarém : 106.8/91.7
- Viana do Castelo : 90.4/95.4
- Castelo Branco : 99.5
- Évora : 100.9/101.1
- Portalegre : 101.1
- Elvas : 107.1